# Поліцейська академія 3: Знову до академії
«Поліцейська академія 3: Знову до навчання» — кінофільм Джеррі Паріса.

## Сюжет
Під час чергового випуску нових поліцейських губернатор штату повідомляє про скорочення фінансування підготовки поліцейських, що означає закриття однієї з двох діючих поліцейських академій. Тепер обом академіям належить жорстока боротьба на виживання. Щоб врятувати свою академію, комендант Ласард викликає сержантів Кері Магоні, Ларвелля Джонса, Лаверн Гукс, Мозеса Гайтавера, Юджина Теклберрі і лейтенанта Дебі Калаген, які йдуть в академію інструкторами. Їх конкурент комендант Маузер (колишній заступник Ласарда-молодшого, а тепер керівника своєї академії) йде на всілякі хитрощі і підступи, щоб зберегти свою установу. У цьому йому допомагають лейтенант Проктор, сержант Кайл Бленкс і сержант Чед Коупленд. Маузер також починає всіляко підлизуватися до губернатора, комісара Герста і членів відбіркового комітету.
В академію Ласарда приїжджають нові курсанти, у числі яких: герої попереднього фільму Світчак і Зед, яких до величезного незадоволення першого, поселяють в одній кімнаті, симпатична дівчина Карен Адамс, Гіджіз, шурин Теклберрі — Бад Кіркланд, курсант за обміном з Японії — Томоко Ногата (який спочатку хотів вступити до академії Маузера, але той відправив його в академію Ласарда) і дружина Феклера. Після чого починаються тренування курсантів. Через кілька тренувань Томоко закохується в Калаген, за допомогою порад Джонса йому вдається завоювати її серце. Світчаку настільки набридає ненормальна поведінка Зеда, що він хоче піти з академії, однак Теклберрі вмовляє його залишитися.
Незабаром академію відвідує відбірковий комітет. Під час показових тренувань курсанти показують себе незадовільно. Сержанти Коупленд і Бленкс, з метою дискредитації курсантів, завчасно відправляють їх патрулювати місто. Під час цього патруля Гукс і місіс Феклер, переслідуючи злочинця, потрапляють у аварію і розбивають машину. У результаті патрулювання курсантів «одна поліцейська і дві цивільних машини розбиті, три людини подали скарги, два члена відбіркового комітету перебувають під дією заспокійливого», після чого курсанти остаточно впадають у немилість перед комітетом. Того ж вечора, зустрівши в барі Маузера і Проктора, які починають зловтішатися, Магоні провертає жарт над Маузером: він укладає парі, що він не зможе із закритими очима відрізнити пиво від шампанського, після чого заклеює йому очі скотчем. Маузер, вигравши парі, відклеюючи скотч, випадково вириває собі брови, через що йому доводиться носити накладні. Незабаром проходить вечірка для курсантів обох академій, на якій Проктор починає зловтішатися над Магоні і Карен Адамс. Однак Магоні, зустрівши на вечірці знайому даму легкої поведінки з першого фільму, просить її надати для Проктора послугу. Повія, спокусивши Проктора, заманює його в кімнату готелю. Після чого обманом виставляє голого Проктора в коридор. Проктор, опинившись голим на очах у всіх відвідувачів, вибігає на вулицю і, ховаючись від поліції, забігає в першу-ліпшу будівлю, якою виявляється гей-бар «Блакитна устриця». Тим часом настає останній день відбіркових змагань. У цей час губернатор вирушає на благодійну регату, яка відбуватиметься на березі річки, і за наказом комісара Герста обидві академії надають по одному курсанту для супроводу. Від академії Ласарда вирушає курсант Гіджіс, а Маузер всупереч наказу відправляє двох курсантів. Під час патрулювання Коупленд і Бленкс виводять з ладу комп'ютер, на якому відстежуються переміщення патрульних машин, проте Гукс їх викриває і дає їм стусанів.
На регаті Гіджіс випадково помічає озброєних бандитів, переодягнених у офіціантів, і негайно повідомляє про це Магоні. Усі поліцейські, кинувши патрулювання, вирушають на допомогу своєму колезі. Бандити вриваються на місце проведення заходу і грабують усіх гостей, при цьому знешкодивши курсантів Маузера. Магоні, Джонс, Теклберрі, Гайтавер, Адамс, Бад, Світчак, Зед, Томоко і Ласард знешкоджують бандитів. Кільком бандитам вдається захопити губернатора в заручники, після чого, викрадають один з човнів. Поліцейські переслідують їх на гідроциклах. У цей час Маузер і Проктор, зрозумівши, що сталася неприємність, сідають у звичайний човен і пливуть по річці, але вони потрапляють під гідроцикли, через що їх човен перевертається. Після тривалої погоні Магоні вдається стрибнути в човен злочинців, знешкодити їх і врятувати губернатора. В результаті академія Ласарда залишається відкритою і продовжує свою роботу.

## У ролях
- Стів Гуттенберг — сержант Кері Магоні
- Маріон Ремсі — сержантка Лаверна Гукс
- Майкл Вінслоу — сержант Ларвелл Джонс
- Бубба Сміт — сержант Мозес Гайтавер
- Девід Граф — сержант Юджин Теклберрі
- Брюс Малер — сержант Дуглас Феклер
- Скотт Томсон — сержант Чед Коупленд
- Брант фон Гоффман — сержант Кайл Бленкс
- Шон Везерлі — курсант Карен Адамс
- Браян Точі — курсант Томоко Ногата
- Тім Казуринські — курсант Світчак
- Боб Голдуейт — курсант Зед
- Ендрю Періс — курсант Бад Кіркланд
- Дебралі Скотт — курсантка Факлер
- Девід Г'юбанд — курсант Гіджис
- Леслі Істербрук — лейтенантка Деббі Каллахан
- Джордж Гейнз — ректор Ерік Лассард
- Ленс Кінсі — лейтенант Проктор
- Джордж Р. Робертсон — комісар Герст
- Арт Метрано — ректор Маузер
- Артур Батанідес — містер Кіркланд
- Джорджина Спелвін — повія